# Halfweg (Beemster)

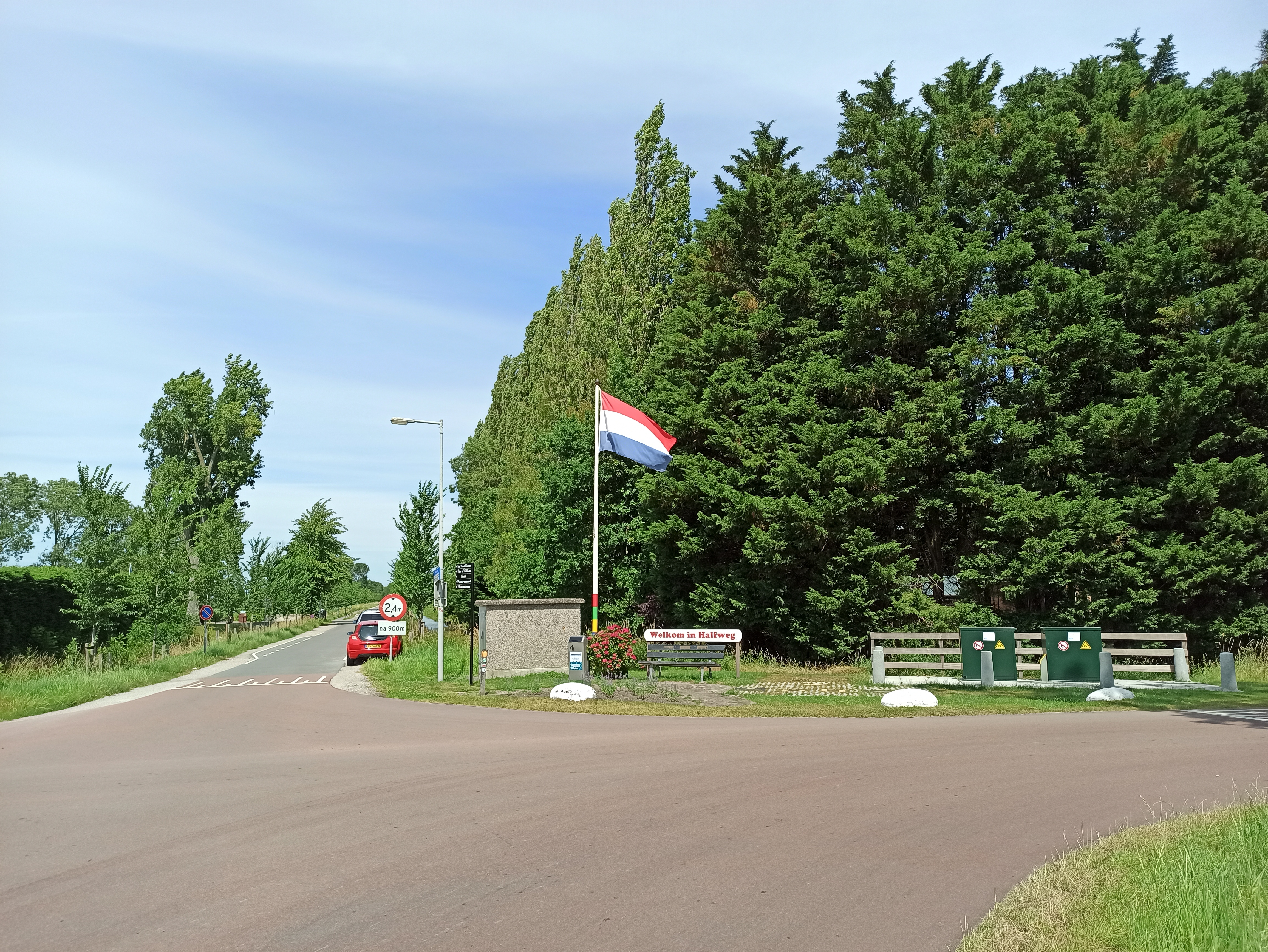
Halfweg

Halfweg is een buurtschap in de Droogmakerij de Beemster, die sinds 1 januari 2022 bij de gemeente Purmerend hoort, in de Nederlandse provincie Noord-Holland.
Halfweg dankt zijn naam aan het feit dat het halverwege Middenbeemster en Purmerend ligt. Het plaatsje was ontstaan voordat Zuidoostbeemster een echt dorp werd. Halfweg is gelegen aan de kruising Volgerweg en Nekkerweg en bestond vroeger nog uit meer straten, deze zijn inmiddels verdwenen. Nu zijn er nog wel een paar wegen die Zuidoostbeemster en Halfweg met elkaar verbinden. Halfweg is nu het noordelijke en deels westelijke punt van Zuidoostbeemster, al valt het ook gedeeltelijk onder Middenbeemster.
Bij Halfweg ligt sinds 1886 het voormalig fort Fort aan de Nekkerweg, dat ook wel bekendstaat als Fort Halfweg.
Tussen 1895 en 1931 liep de Stoomtram Purmerend-Alkmaar door de plaats heen, dit is nog te zien aan de brede bocht op de kruising van de Nekkerweg met de Volgerweg. 
Tot 1930 kende Halfweg ook een eigen school op dit kruispunt. In 1930 werd de school opgeheven samen met de zes andere scholen in de Beemster. Ervoor in de plaats kwamen drie grote scholen in Noordbeemster, Middenbeemster en in de toen groeiende plaats Zuidoostbeemster.
Stad: Purmerend      

Dorpen: Middenbeemster · Noordbeemster · Purmerbuurt · Purmer (deels) · Westbeemster · Zuidoostbeemster

Buurtschappen: Arenberg · Assummerbuurt · De Blikken Schel · Halfweg · Het Hoekje · Hoornsche Keet · Klaterbuurt · De Zevenhuisjes
Noord-Holland: Steden en dorpen in Noord-Holland      Nederland: Provincies · Gemeenten